# Santi Pietro e Paolo (Ales)
Die Kathedrale  der Apostel Petrus und Paulus ist das wichtigste römisch-katholische Gotteshaus in Ales, in der Provinz Oristano auf Sardinien, und die Kathedrale der Diözese Ales-Terralba.

## Geschichte
Die Kirche steht an der Stelle eines Vorgängerbaues aus dem 11./12. Jahrhundert, über dessen Aussehen keine Informationen vorhanden sind. Mit der Verlegung der Diözese von Usellus nach Ales erfolgte ein Neubau mit einer Spende von Donna Violante Carroz, Gräfin von Quirra. Diese erste Kathedrale war im romanischen Stil mit einem einzigen Kirchenschiff, einem Fachwerkdach, einem kleinen Glockengiebel, drei Kapellen und einer Sakristei. 
Im Jahr 1634 wurde der Kathedrale durch den Bau eines Tonnengewölbes sowie von zwei neuen Kapellen ein spätgotisches Aussehen verliehen. Die Arbeiten wurden 1668 abgeschlossen, doch in der Zwischenzeit wurde mit dem Bau eines Glockenturmes begonnen. Dieser stürzte 1683 ein und zerstörte auch einen großen Teil der Kirche. Die heutige Form wurde vom Architekten Domenico Spotorno entworfen, der 1684 starb und in der unvollendeten Kathedrale beigesetzt wurde. Seine Arbeit wurde vom Architekten Ignazio Merigano fortgesetzt, wobei er sich der Mitarbeit der Baumeister Antonio Cuccuru und Lucifero Marceddu aus Cagliari bediente, und drei Jahre später vollendet. Die neue Kathedrale wurde am 9. Mai 1688 von Bischof Didoco Cugia eingeweiht (und dem Heiligen Petrus, dem Apostelfürsten, gewidmet). Spuren des eingestürzten Turms finden sich in der Ecke und an der Wand, die von der Michaelskapelle und dem heutigen Uhrturm gebildet wird.
Im 18. Jahrhundert wurde das Gebäude von dem Bildhauer Pietro Pozzo und seiner Schule mit kunstvollen Marmorornamenten ausgestattet. In der ersten Hälfte des 20. Jahrhunderts wurden die Dekorationen und Fresken des Innenraums fertiggestellt.

## Architektur und Kunstwerke

### Außen
Die Kathedrale befindet sich in einer landschaftlich reizvollen und beherrschenden Lage im Zentrum der Stadt auf einem großen terrassenförmig angelegten Platz, den man über eine Treppe erreicht. Die Fassade mit ihrer geschwungenen Bekrönung wird von zwei Glockentürmen eingerahmt, die durch eine kleine Terrasse mit einer Tuffsteinbalustrade verbunden sind, unter der sich ein Säulengang mit Rundbogen öffnet. An der Spitze der Fassade steht eine Statue des Heiligen Petrus.
Die Krönung des Gebäudes sind die beiden kleinen Kuppeln an den Spitzen der beiden Glockentürme und die große Kuppel, die sich an der Kreuzung von Kirchenschiff und Querschiff erhebt.

### Innen

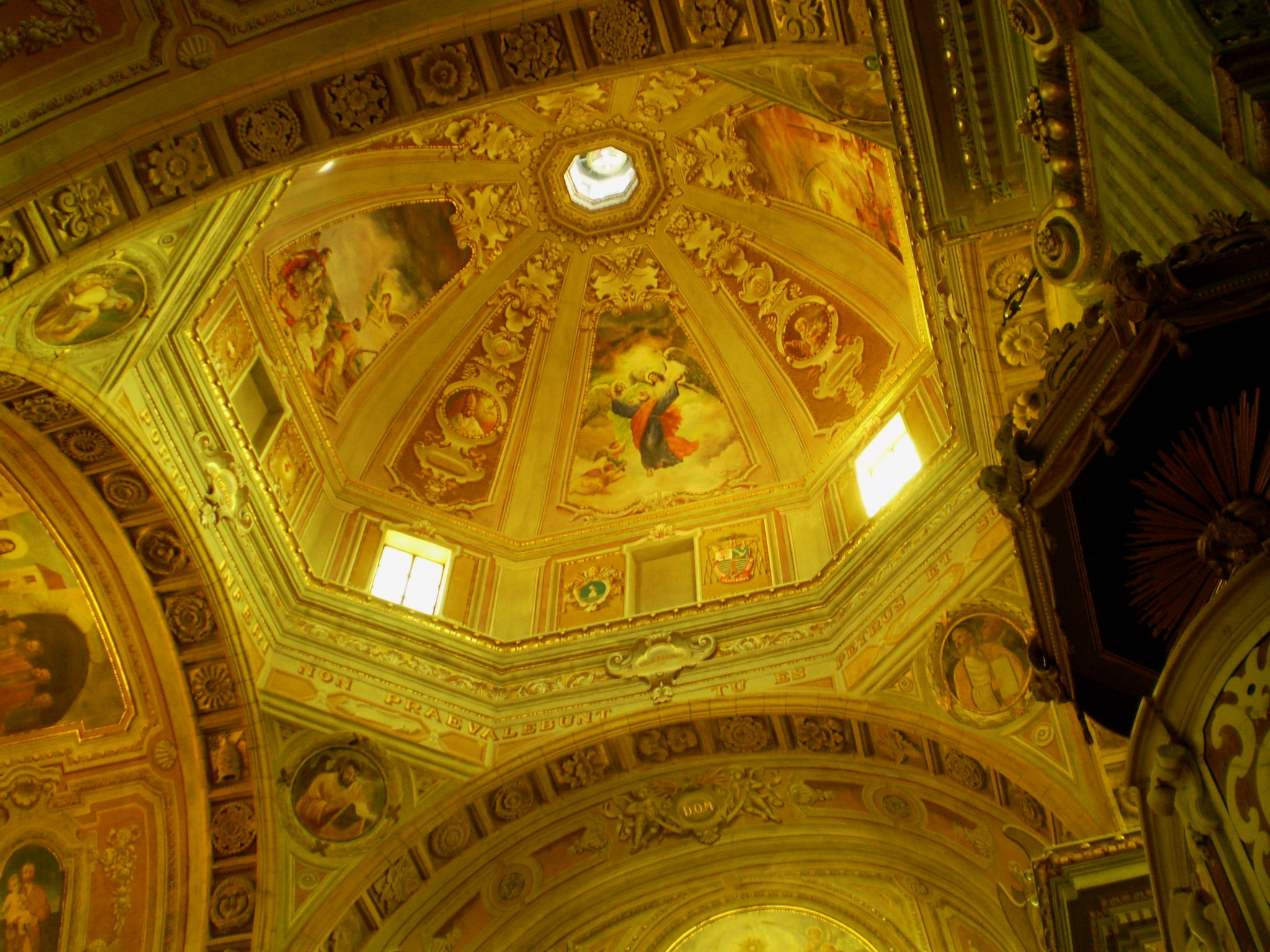
Kuppel

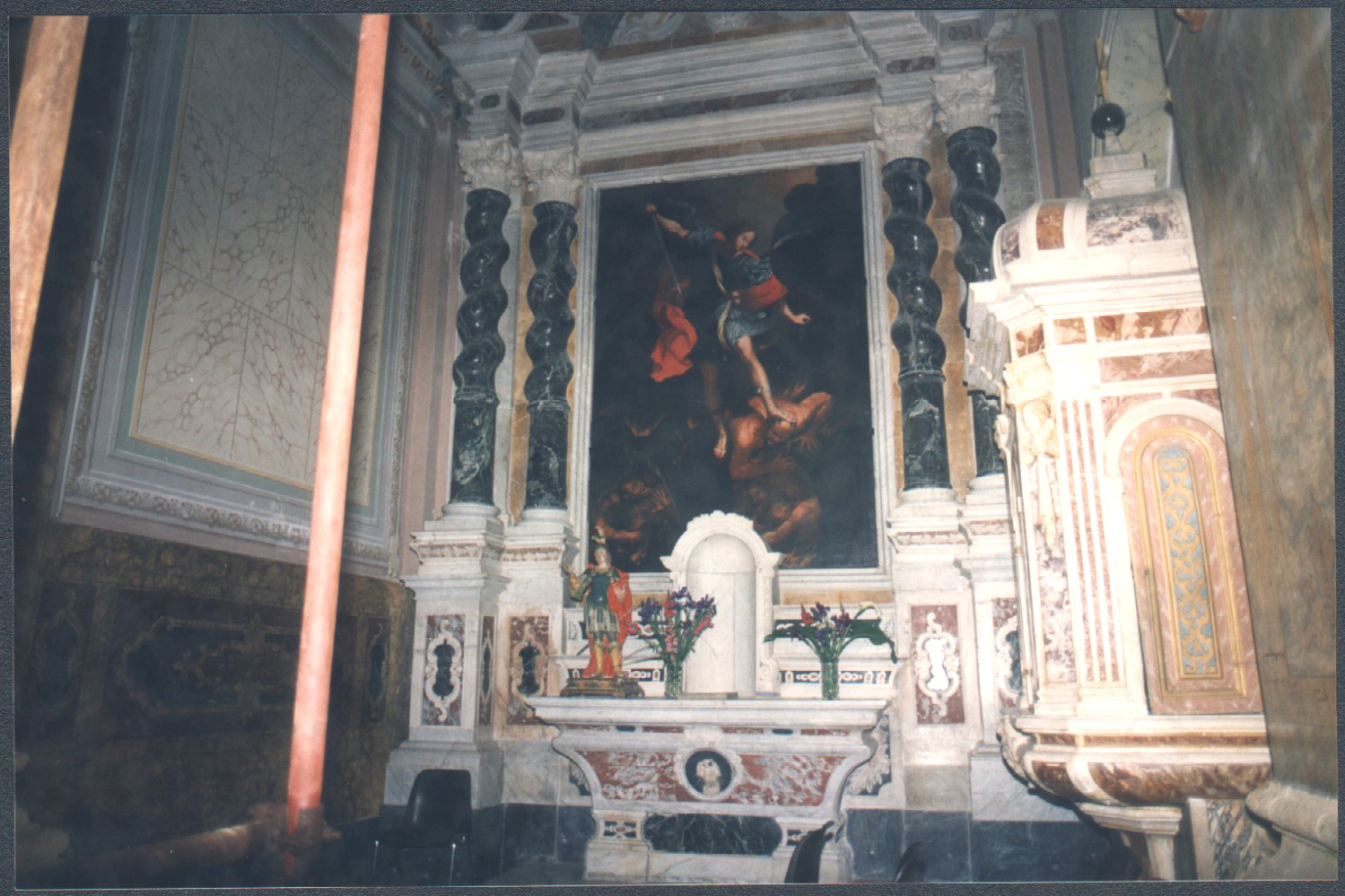
Kapelle des Hl. Michael

Das Innere des Gotteshauses hat die Form eines lateinischen Kreuzes mit einem einzigen Schiff von 21 m Länge und 10 m Breite, das von Pilastern mit ionischen Kapitellen unterbrochen wird, mit zwei Kapellen auf jeder Seite und einem großen Querschiff, dessen Arme 7,80 m lang sind. Der Chor ist 10 m lang und 7,40 m breit. Die Kapellen und die Apsis sind mit einem Tonnengewölbe versehen, das Kirchenschiff und das Querschiff ebenfalls mit einem Tonnengewölbe, außer am Schnittpunkt, wo sich die große, hohe achteckige Kuppel (36 m) erhebt, die mit Dekorationen (1950–1962) und Fresken (1954) bedeckt ist, letztere von Peppinetto Boy aus Ales. Von links das Martyrium des heiligen Petrus, das Medaillon des heiligen Gregor der Große, der Ruhm des heiligen Petrus, das Medaillon des heiligen Ambrosius, das Martyrium des heiligen Paulus, das Medaillon des heiligen Augustinus, der Ruhm des heiligen Paulus und das Medaillon des heiligen Hieronymus. Das zentrale Gewölbe ist 16 m hoch und die beiden Türme sind 26 m hoch. Die Gewölbe sind mit Fresken (1907) von Giovanni da Ferraboschi aus Bergamo geschmückt, die die wichtigsten Ereignisse aus dem Leben der Heiligen Petrus und Paulus auf reliefartigen Kassettendekorationen darstellen, die ihrerseits mit klassischen Motiven wie Rosetten, Blättern, heraldischen Motiven (päpstliche Tiara und Bischofsmitra), einem Korb mit Flechtwerk und grotesken Gesichtern verziert sind. Die malerischen Verzierungen an den Wänden der Kathedrale, einschließlich der polychromen Marmorintarsien, die in den späten 1950er Jahren geschaffen wurden, sind das Werk des Dekorateurs Enrico Lorrai aus Cagliari (1908–1995). Die Fußböden wurden fast alle erneuert, zunächst (1950–1962) während des Episkopats von Bischof Antonio Tedde und dann (1983–2003) während der Episkopate von Bischof Gibertini und Bischof Orrù.

#### Seitenkapellen
- Die erste Kapelle auf der rechten Seite ist dem Erzengel Michael gewidmet und beherbergt neben einem Altar aus mehrfarbigem Marmor, der von Handwerkern aus dem tessin-lombardischen Raum gefertigt wurde (1738), und einem Bild des Erzengels, auch das Taufbecken aus der Zeit um 1725, das auf dem Sockel das Wappen der Familie Masones y Nin trägt. Die luftige architektonische Struktur in Form einer Ädikula mit viereckigem Grundriss wird dem Marmorsteinmetz Pietro Pozzo zugeschrieben. Auf der kleinen Metalltür, die sich zur Vorderwand der Ädikula hin öffnet, ist die Taufe Jesu durch Johannes den Täufer am Ufer des Jordan abgebildet.
- Die zweite Kapelle auf der rechten Seite ist dem heiligen Petrus von Verona gewidmet und verfügt über einen Altar aus polychromem Marmor, der von Handwerkern aus dem lombardisch-ligurischen Raum (1738) angefertigt wurde, und ist mit einem Gemälde seines Martyriums geschmückt, das einem unbekannten Künstler zugeschrieben wird und auf einem Gemälde von Cavalier d’Arpino (1631) basiert. Auf der linken Seite dieser Kapelle befindet sich die Marmorkanzel aus dem 18. Jahrhundert.
- Die erste Kapelle auf der linken Seite ist dem Allerheiligsten geweiht. Sie ist mit einem Altar aus dem 19. Jahrhundert von Michele Fiaschi und Francesco Cucchiari geschmückt, der von Andrea Ugolini (1858) mit einem Gemälde eines unbekannten römischen akademischen Malers aus dem 18. Jahrhundert (1789), das die Unbefleckte Empfängnis darstellt, ergänzt wurde.
- In der zweiten Kapelle auf der linken Seite, die dem heiligen Antonius von Padua geweiht ist, befindet sich noch ein wunderschöner Altar aus polychromem Marmor, der von Handwerkern aus dem lombardisch-ligurischen Raum angefertigt wurde (1738), sowie ein Gemälde eines anonymen Künstlers, das den heiligen Antonius mit dem Jesuskind darstellt und ebenfalls aus dem 18. Jh. stammt.

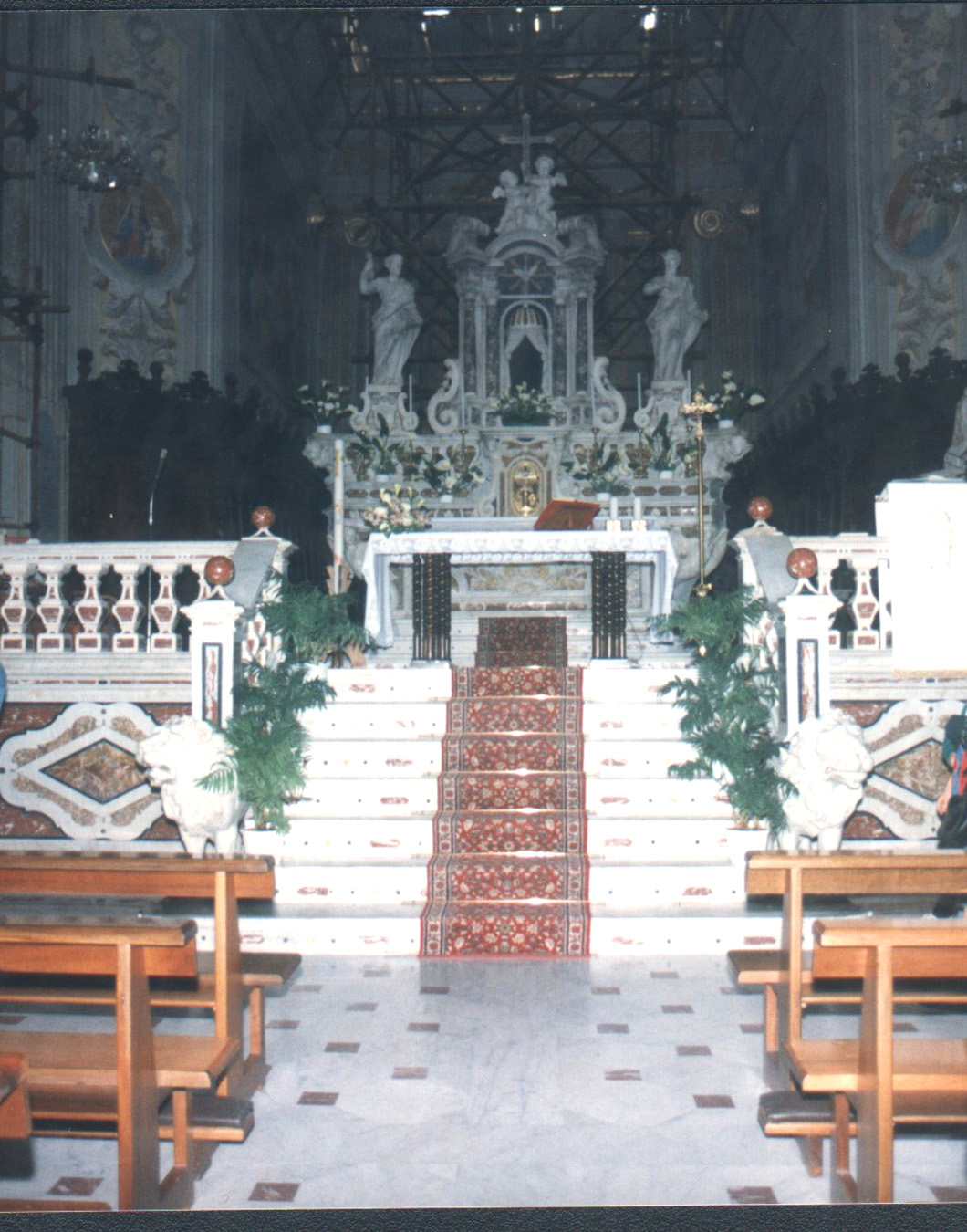
Hauptaltar

#### Kirchenschiff
Im Kirchenschiff befindet sich die Weihwasserbecken (1702) des Marmorsteinmetzes Efisio Mura aus Cagliari, mit der Statue des heiligen Petrus in der Mitte, dessen rechter Arm fehlt, der einen Speer hält, mit dem er versucht einen der drei Fische zu fangen, die in Reliefs am Boden der Säule dargestellt sind. Die Kanzel (1737) ist das Werk des Genueser Steinmetzes Pietro Pozzo und trägt das Wappen des Bischofs Giovanni Battista Sanna, zu dessen Gedenken er das Schild auf dem Giebel schnitzen ließ, dessen wichtigstes Element der wilde Eber (von Stoßzahn, entsprechend dem sardischen „sanna“) ist, der seine Beine auf den Stamm eines belaubten Baumes stützt, über dem der Bischofshut mit einer Kordel thront (1907), ein Werk von Peppico Garau aus Ales nach einem Entwurf von Ferraboschi aus Bergamo. Die Marmorkredenz (1737) ist ein Werk des Genueser Marmorbildhauers Pietro Pozzo mit dem Wappen des Bischofs Giovanni Battista Sanna an der Spitze.

#### Krypta
Von der Mitte des Kirchenschiffs aus hat man Zugang zu einer unterirdischen Kammer (1752), die früher als Grabstätte für Bischöfe, Domherren, Geistliche und einige Laien genutzt wurde. Im Grundriss rechteckig mit Tonnengewölbe, vollständig mit Füllmaterial ausgefüllt, ist sie 11 m lang, 4,50 m breit und 3,50 m hoch. Sie trägt eine Tafel (1752) mit einer Zeichnung von zwei gekreuzten Schienbeinen mit klerikalen Haube und folgende Worte: HlC ESPECTAMUS - DONEC VENIAT - IMMUTATIO NOSTRA - UT COLLOCET NOS DOMINUS - CUM PRINCIPIBUS POPULI SUI -1752.

#### Querschiff
Im rechten Arm des Querschiffs befindet sich der Altar des Heiligen Kreuzes mit einem Holzkreuz, das zwischen dem 18. und 19. Jahrhundert geschaffen wurde. Der Altar wurde Mitte der 1950er Jahre mit der Trompe-l’œil-Technik (Täuschung des Auges) vollständig an die Wand gemalt, wobei gedrehte Säulen, Gebälk und Marmorvoluten simuliert wurden, die das der Rosenkranzmadonna (1700) gewidmete Antependium des Cagliarer Dekorateurs Enrico Lorrai (1908–1995) hervorheben, der unter anderem für die malerischen Dekorationen in den Sakristeien der Kanoniker und Benefiziaten während des Episkopats von Bischof Antonio Tedde verantwortlich war.
An der gegenüberliegenden Wand, im linken Arm des Querschiffs, befindet sich der imposante Marmoraltar der Marmormeister Santino und Domenico Franco (1780), der Unsere Liebe Frau auf dem Berge Karmel gewidmet ist, mit einem wertvollen Altarbild des Malers Pietro Angeletti, das die Erscheinung der Heiligen Jungfrau vom Karmel an den hl. Simon Stock darstellt.

#### Presbyterium
Das Presbyterium ist, wie in der Kathedrale von Cagliari, erhöht und von einer Marmorbalustrade (1727) umgeben, ein Werk der Genueser Marmorwerkstätte Pietro Pozzo und Söhne mit einer Inschrift am Fuß der heutigen Balustrade: „HOC OPVS FAOVM FVIT JVSSV ILLVSTRIS CAPITVLI VSELLEN SEDE EPALI VACANTE POST OBITVM DN ISIDORI MASONES ET NIN EPISCOPI VSELLEN ANNO DNI 1727“. Die Balustrade ruht auf vier Löwen, die die Kirche symbolisieren, mit einem Adler zu ihren Füßen, der das Römische Reich und damit das Heidentum symbolisiert (1727). Auch eine Arbeit der Genueser Marmorwerkstatt Pietro Pozzo und Söhne. In der Reihenfolge, von links nach rechts, hat der erste Löwe ein ruhiges Aussehen, während ein Adler mit seinen Flügeln unter seinen Füßen flattert; der zweite ist leicht verärgert und tritt auf den Adler, der ihm eine Kralle in die Pfote stößt; der dritte hat einen verärgerten Blick und eine wütende Haltung, weil sich der Adler mit seinem Schnabel gegen ihn wendet; der vierte hat einen zufriedenen und triumphierenden Ausdruck, weil der Adler tod zu seinen Füßen liegt.
In der Mitte des Presbyteriums befindet sich der Hochaltar, ein Werk von Giuseppe Massetti und Pietro Pozzo nach Entwürfen von Spotorno, mit Statuen der Heiligen Petrus und Paulus, Mensa, Tabernakel, Treppe und Antependium (1728) sowie Nische und Tronetto (1734). Sie besteht aus drei unteren Stufen aus weißem Marmor mit eingelegten geometrischen Motiven aus polychromem Marmor. Die Mensa ist ein Trapez mit den Symbolen des Heiligen Petrus, die als Relief in weißem Marmor auf dem vorderen Spiegelfeldern eingemeißelt sind. Die Seiten bilden zwei große Telamon-Engel mit großer Flügelspannweite und geschweiftem unteren Abschluss. Sie halten den Aufsatz mit je 3 Kerzenhaltern. Am Ende des oberen Teils befindet sich das dekorative Motiv geflügelter Engelsköpfe.
In der rechteckigen Apsis befindet sich ein interessanter Chor mit dem Chorgestühl der Kanoniker (1646), ein Werk der Sassareser Holzschnitzer Ambrogio Ziquina und Diego Manunta aus ausgesuchtem Nussbaumholz mit Schnitzereien, die zur Zwischenkathedrale gehörten, sowie der Bischofsstuhl (1661) des Holzschnitzers Battista Cossu.

#### Orgel
Auf der Chorempore in der Gegenfassade steht die große Orgel mit elektrischer Traktur, zwei Manualen und Pedal.
Am Fuße des Presbyteriums befindet sich ein Orgelpositiv „ad ala“ der römischen Schule, das 1667 von Bischof Brunengo erworben wurde (es ist das älteste noch existierende Instrument auf Sardinien). Es wurde im Jahr 2000 von Fabio Lissia in Prato restauriert, am 29. April 2001 in die Kathedrale zurückgebracht, und befindet sich in einem Kasten aus Pappel und Tanne. Das Instrument hat eine Klaviatur mit 45 Tasten und einer Scavezza-Oktave, mit diatonischen Tasten aus Buche und chromatischen Tasten aus Nussbaum, mit Buchsbaum- und Ebenholzdeckeln; es hat kein Pedal. Sie besteht aus sieben Registern mit insgesamt 315 Orgelpfeifen, von denen die ersten 8 des Hauptregisters aus Kastanienholz gefertigt und an den sichtbaren Stellen mit Zinn überzogen sind, die anderen aus einer Zinnlegierung.